# جسر خشبي
الجسر الخشبي (بالإنجليزية: Timber bridge) هو أحد أنواع الجسور، تم إستخدامها منذ العصور القديمة. ينقسم الخشب المستخدم في إنشاءها عامة إلى نوعيين وهما؛ الخشـب الطري (Soft Timber) والخشب الصلد (Hard Timber)، حيث يُفضل استخدام النوع الثاني لأنه أشد صلادة وأقل عرضة للتشكيلات الدائمة تحت تأثير الأحمال الثابتة. هذا النوع من الجسور يكون بالعادة جسور للمشاة ذات بحور صغيرة.
تم الاهتمام مؤخرا بالجسور الخشبية في الولايات المتحدة لأنها صديقة للبيئة مقارنة مع أنواع أخرى بالجسور. وقد ركزت الإدارة الفيدرالية حتى عام 1991، على الطرق السريعة، الطرق الريفية والطرق المحلية، حيث تم العثور على الجسور الخشبية فيها، والتي حظيت باهتمام قليل بالسابق.
تُصنف هذه الجسور إلى تصنيفات رئيسية ثلاث؛ جسور جملونية، جسور ذات كمرات، وجسور حاملة (Trestle).
يُشار بالذكر إلى أن الوكالات المحلية والدولية تفضل الجسور الخشبية لأن الخشب هو مورد متجدد، فهو من الناحية الاقتصادية جيد نسبيا. و قد أصبح هناك عدة تحسينات سريعة في تصميم وبناء هذه الجسور، ومعالجة المواد الحافظة. وقد أكد الكونغرس الأميركي على ضرورة استخدام الجسور الخشبية عن طريق تمرير مبادرة الجسر الخشبي (TBI) في عام 1988.

## وصلات خارجية
- دليل الجسور الخشبية USFS
- اقتصاديات الجسور الخشبية
- أنواع الجسور الخشبية
- جسر خشبي حديث : بديل من أجل المسسبي
- جسور خشبية بالولايات المتحدة